# Morske orgle
Morske orgle so arhitekturni objekt in hkrati eksperimentalno glasbilo na zahodnem delu zadrskega polotoka na Hrvaškem: skupina cevi je speljana pod velikimi marmornimi stopnicami, morski valovi pa ustvarjajo zračni tlak, ki v ceveh proizvaja naključne, vendar dokaj harmonično urejene tone. 
Morske orgle je zasnoval arhitekt Nikola Bašić pri obnovi mestne obale (rive), javnosti pa so bile predstavljene 15. aprila 2005.